# Палаццо Фальер
Палаццо Фальер (итал. Palazzo Falier) — один из старейших дворцов Венеции, расположенный в квартале Каннареджо. Построен в XI веке в венето-византийском стиле. Известен тем, что в нём проживал Марино Фальер, 55-й венецианский дож, казнённый в 1355 г. за попытку государственного переворота.

## История
Дворец был построен в XI веке, но через некоторое время разрушен пожаром и затем восстановлен в 1105 г. Позже дворец неоднократно перестраивали. В настоящее время первый этаж здания принадлежит гостиничному бизнесу.

## Галерея

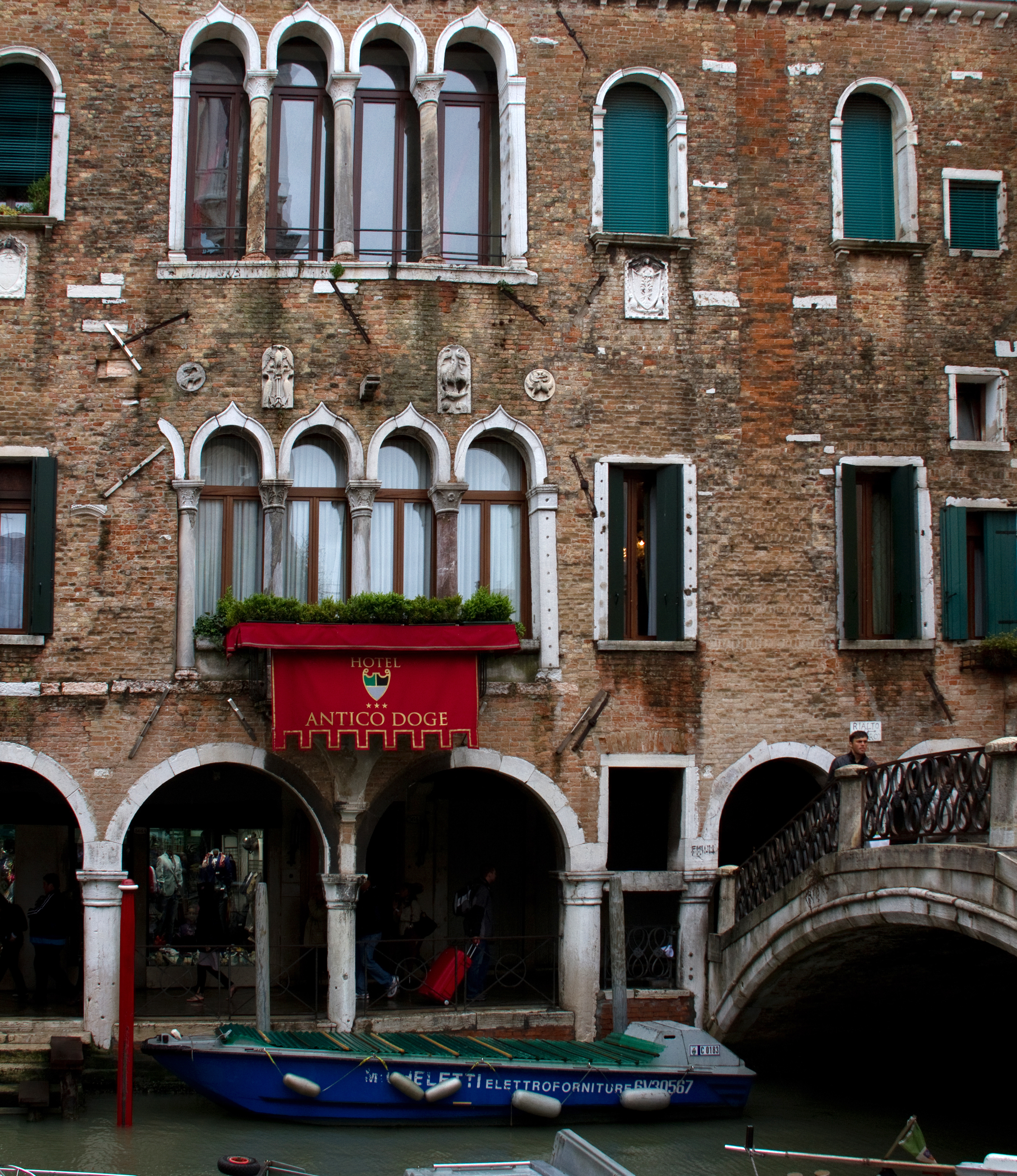
Детали фасада
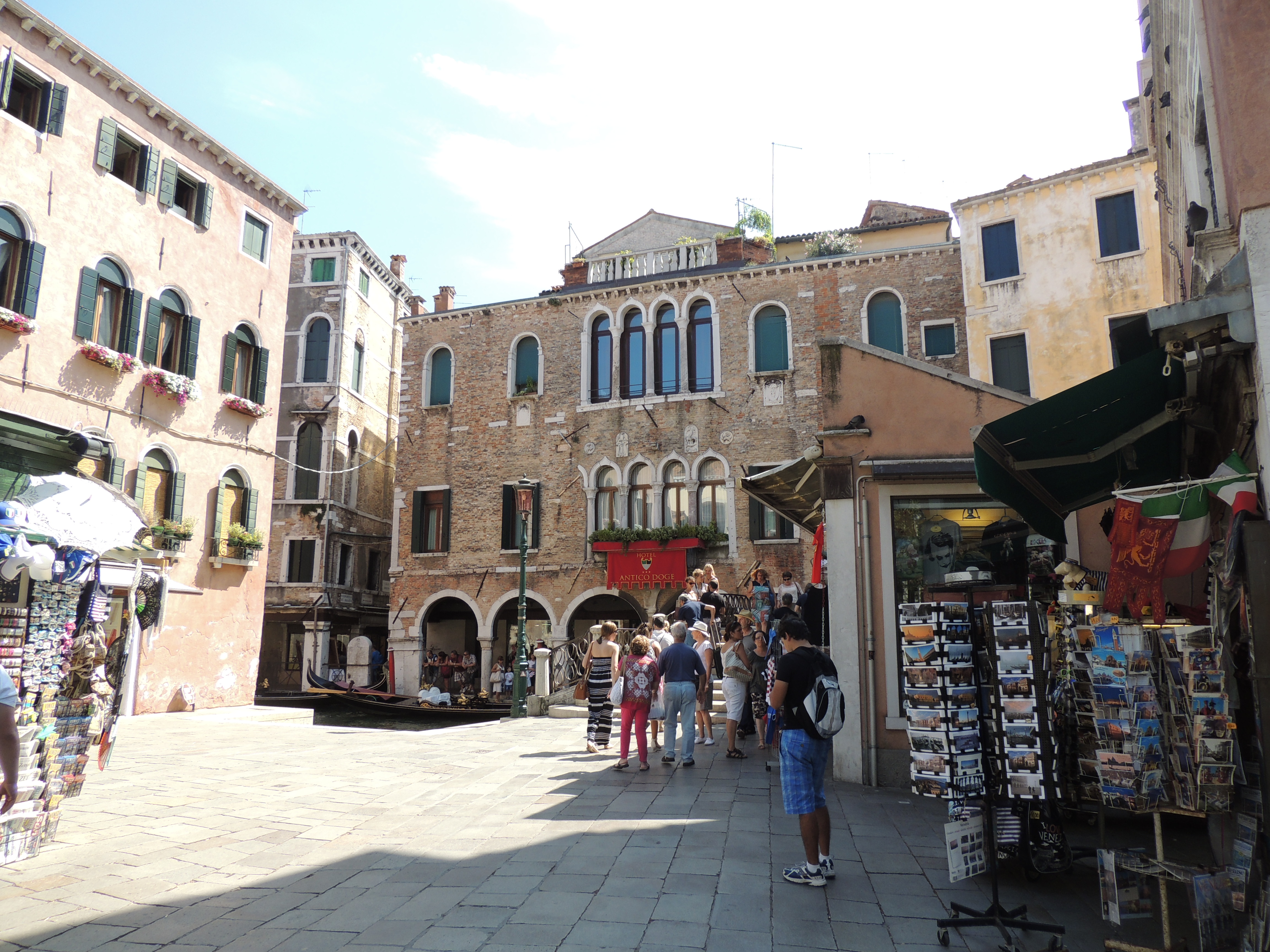
Детали фасада
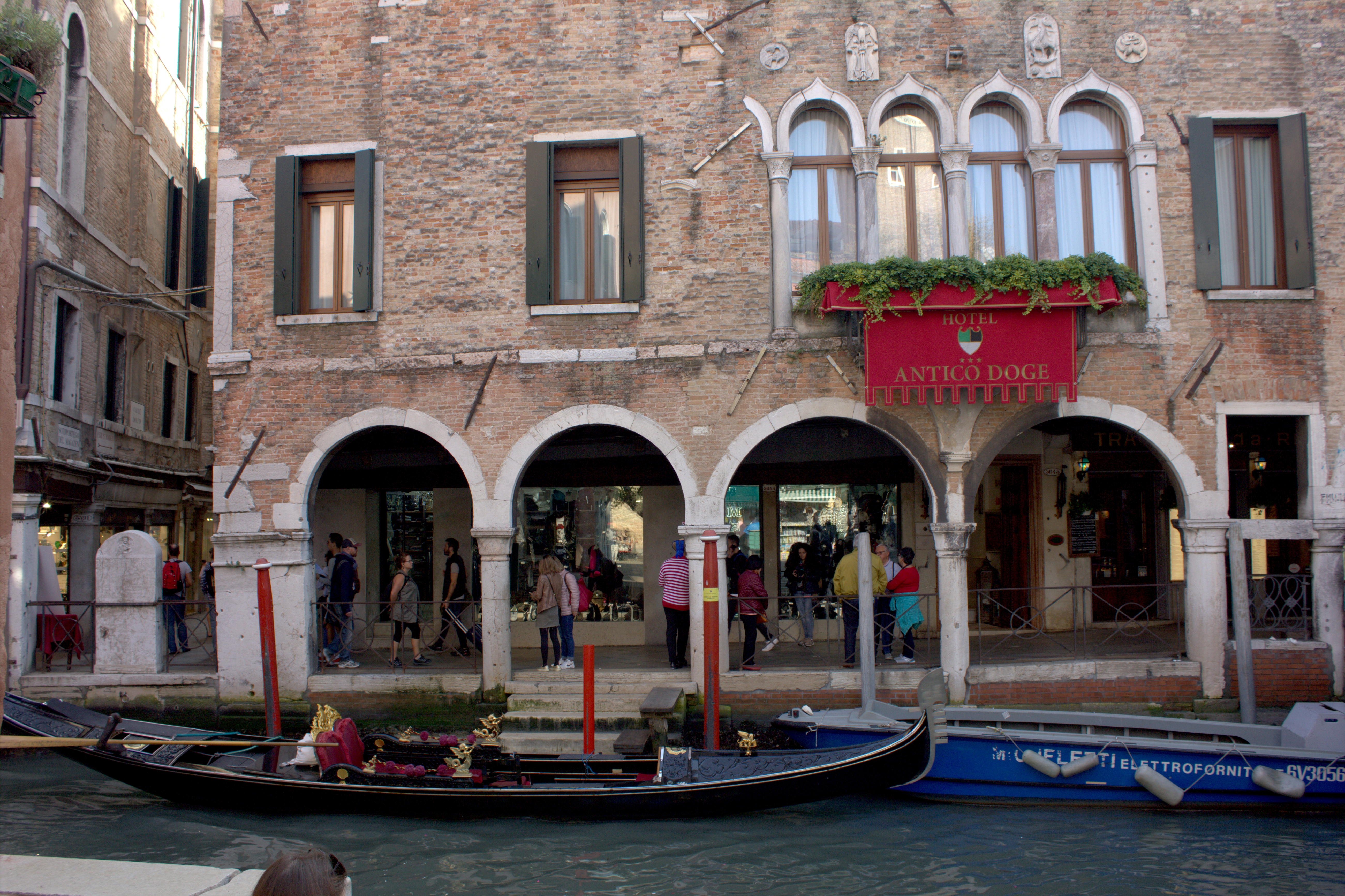
Ground floor
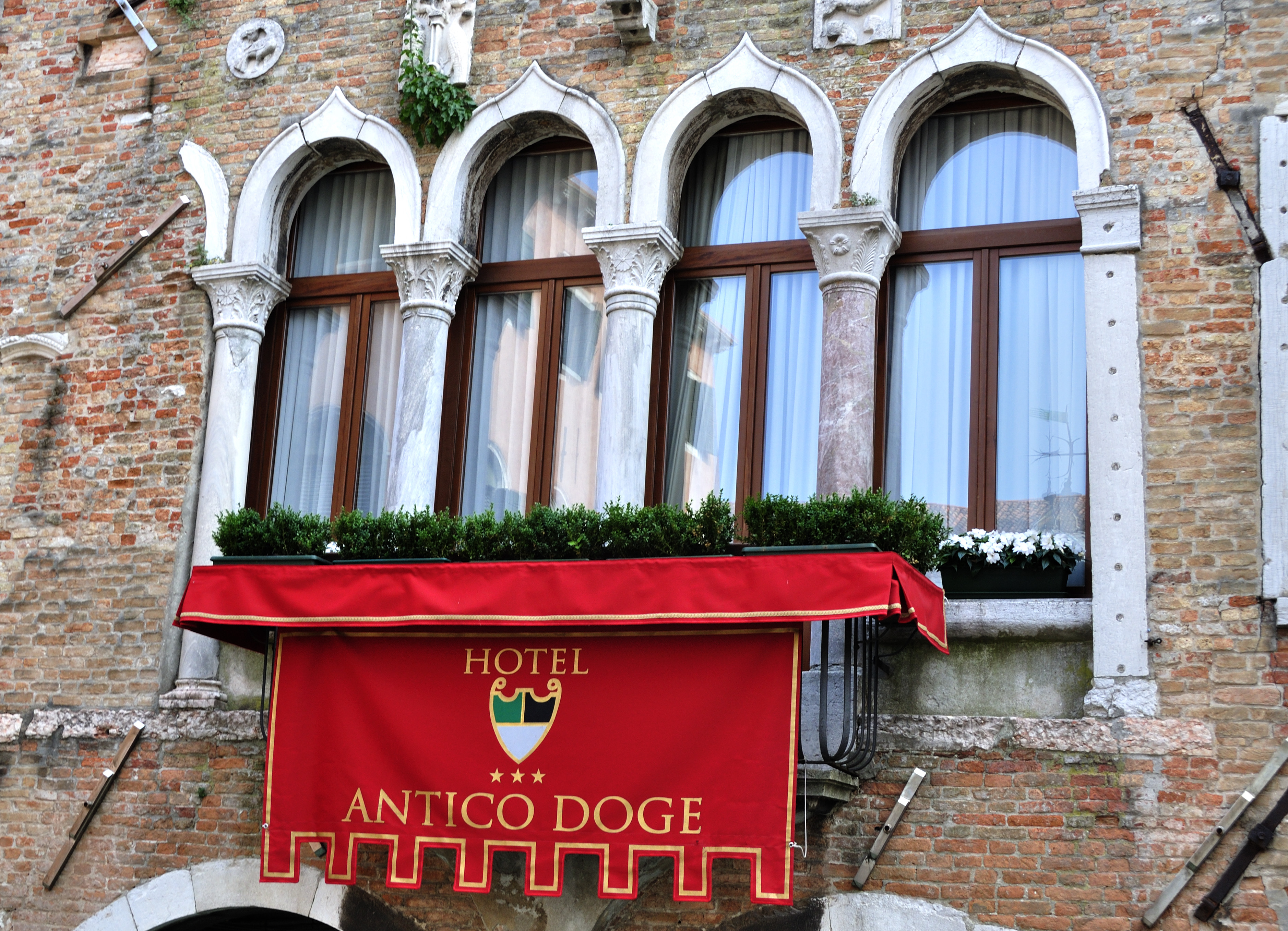
Квадрифора
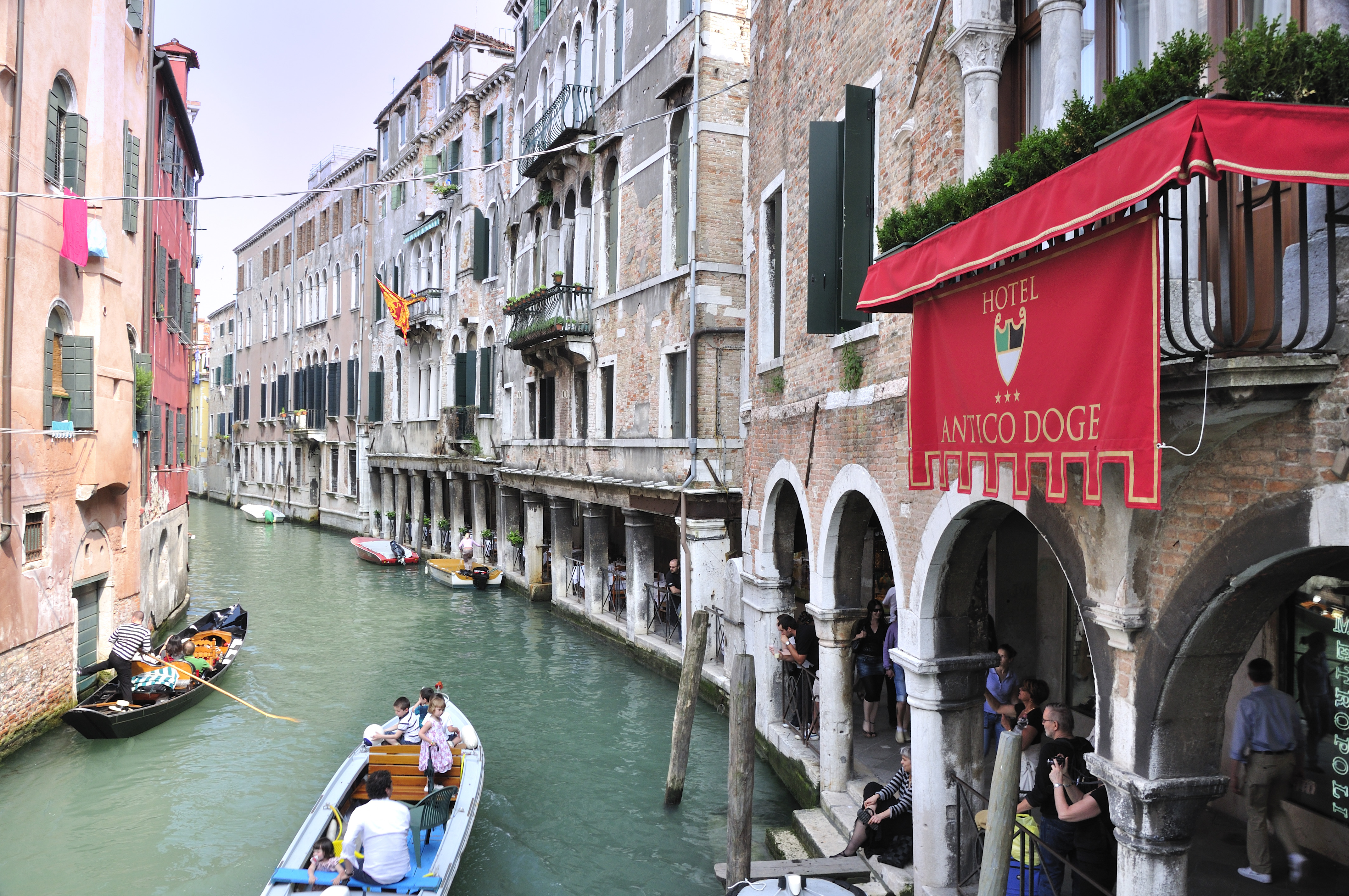
Первый этаж
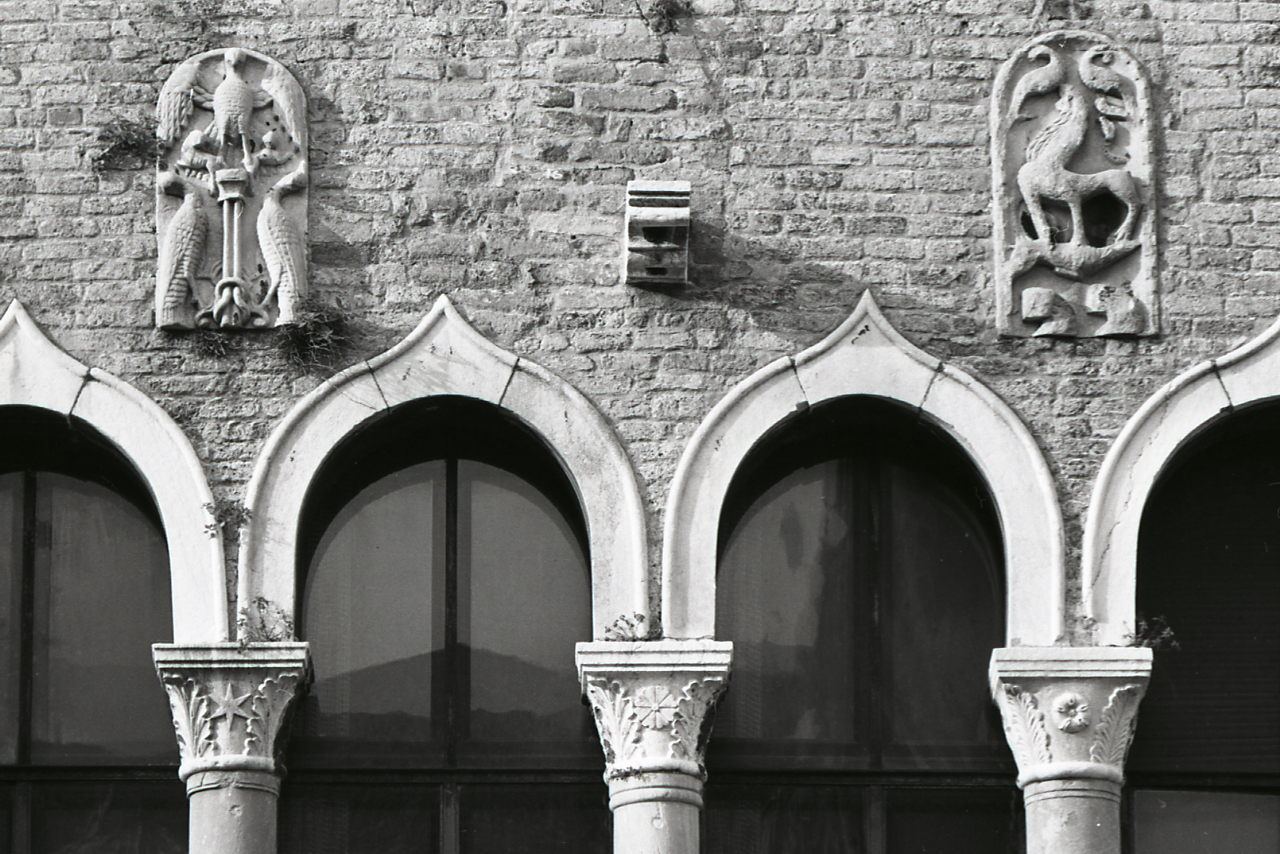
Детали фасада